# 위기의 용사 반달가면
"위기의 용사 반달가면"은 반달가면 시리즈 제4탄으로, 비유엠 영화 제작소에서 1991년으로 제작된 영화다.

## 등장인물

### 주인공
- 김흥국 - 반달가면, 강혁
- 박지수 - 나희, 여반달

### 주변 인물
- 최영준 - 나 반장
- 정명재 - 한 박사
- 이정희 - 지나
- 원종철 - 현
- 김영민 - 정 국장
- 임채윤 - 검은 모자
- 전문식 - 엑스
- 노진우 - 빅 보이
- 정수정, 김선경 - 가드 걸
- 오정원 - 박 순경
- 최범호 - 김 형사

### 그 외 인물
- 남진모
- 표성대
- 홍상석
- 장종덕
- 장동오
- 김훈태

## 제작진
- 감독 : 장동일
- 조감독 : 김효진
- 연출부 : 김영규, 유기택
- 각본 : 김춘범
- 촬영 : 신양균
- 조명 : 박성대
- 스틸 : 윤동실
- 기획 : 김성환
- 제작총지휘 : 김춘범
- 제작부 : 이상범
- 녹음 : 돌코녹음실
- 음악 : 남우영
- 특수효과 : 정도안
- 무술감독 : 임채윤
- 분장 : 이윤희
- 편집 : 강명완
- 소품 : 윤명옥
- 특수소품 : 코리아 S.F.X
- 텔레시네 : 한국미디어

## 상영정보
- 비디오출시 : 1991년 12월 13일 (VHS, 비유엠 영화 제작소)